# Crosville-la-Vieille
Crosville-la-Vieille est une commune française située dans le département de l'Eure en région Normandie.

## Géographie

### Localisation
| Vitot       | Iville                |                                  |
| Le Neubourg | Crosville-la-Vieille  | Marbeuf Saint-Aubin-d'Écrosville |
|             | Le Tremblay-Omonville | Sainte-Colombe-la-Commanderie    |

### Hydrographie
La commune est située dans le bassin Seine-Normandie. Elle n'est drainée par aucun cours d'eau,.

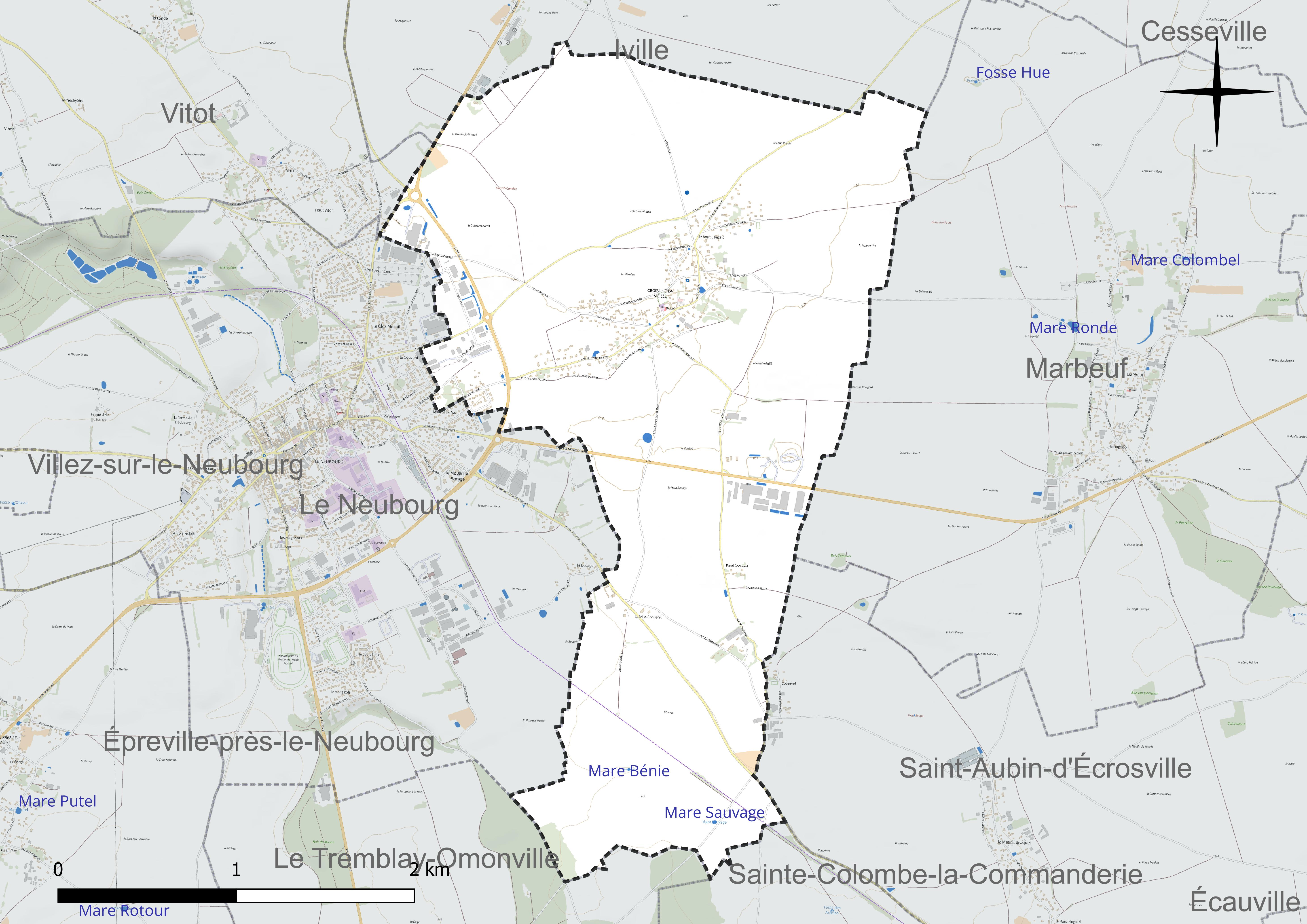
Réseau hydrographique de Crosville-la-Vieille.

Deux plans d'eau complètent le réseau hydrographique : la mare Bénie (0 ha) et la mare Sauvage (0 ha),.

### Climat
Pour des articles plus généraux, voir Climat de la Normandie et Climat de l'Eure.
En 2010, le climat de la commune est de type climat océanique dégradé des plaines du Centre et du Nord, selon une étude du CNRS s'appuyant sur une série de données couvrant la période 1971-2000. En 2020, Météo-France publie une typologie des climats de la France métropolitaine dans laquelle la commune est exposée à un climat océanique et est dans la région climatique  Côtes de la Manche orientale, caractérisée par un faible ensoleillement (1 550 h/an) ; forte humidité de l’air (plus de 20 h/jour avec humidité relative > 80 % en hiver), vents forts fréquents. Parallèlement le GIEC normand, un groupe régional d’experts sur le climat, différencie quant à lui, dans une étude de 2020, trois grands types de climats pour la région Normandie, nuancés à une échelle plus fine par les facteurs géographiques locaux. La commune est, selon ce zonage, exposée à un « climat des plateaux abrités », correspondant aux plaines agricoles de l’Eure, avec une pluviométrie beaucoup plus faible que dans la plaine de Caen en raison du double effet d’abri provoqué par les collines du Bocage normand et par celles qui s’étendent sur un axe du Pays d'Auge au Perche.
Pour la période 1971-2000, la température annuelle moyenne est de 10,4 °C, avec  une amplitude thermique annuelle de 13,8 °C. Le cumul annuel moyen de précipitations est de 748 mm, avec 11,7 jours de précipitations en janvier et 8,2 jours en juillet. Pour la période 1991-2020, la température moyenne annuelle observée sur la station météorologique la plus proche, située sur la commune de Brionne à 16 km à vol d'oiseau, est de 11,5 °C et le cumul annuel moyen de précipitations est de 791,7 mm,. Pour l'avenir, les paramètres climatiques de la commune estimés pour 2050 selon différents scénarios d’émission de gaz à effet de serre sont consultables sur un site dédié publié par Météo-France en novembre 2022.

## Urbanisme

### Typologie
Au 1er janvier 2024, Crosville-la-Vieille est catégorisée commune rurale à habitat dispersé, selon la nouvelle grille communale de densité à 7 niveaux définie par l'Insee en 2022.
Elle est située hors unité urbaine. Par ailleurs la commune fait partie de l'aire d'attraction du Neubourg, dont elle est une commune de la couronne,. Cette aire, qui regroupe 13 communes, est catégorisée dans les aires de moins de 50 000 habitants,.

### Occupation des sols
L'occupation des sols de la commune, telle qu'elle ressort de la base de données européenne d’occupation biophysique des sols Corine Land Cover (CLC), est marquée par l'importance des territoires agricoles (89,4 % en 2018), en diminution par rapport à 1990 (94,5 %). La répartition détaillée en 2018 est la suivante : 
terres arables (88,9 %), zones urbanisées (10 %), prairies (0,6 %), forêts (0,6 %). L'évolution de l’occupation des sols de la commune et de ses infrastructures peut être observée sur les différentes représentations cartographiques du territoire : la carte de Cassini (XVIIIe siècle), la carte d'état-major (1820-1866) et les cartes ou photos aériennes de l'IGN pour la période actuelle (1950 à aujourd'hui).

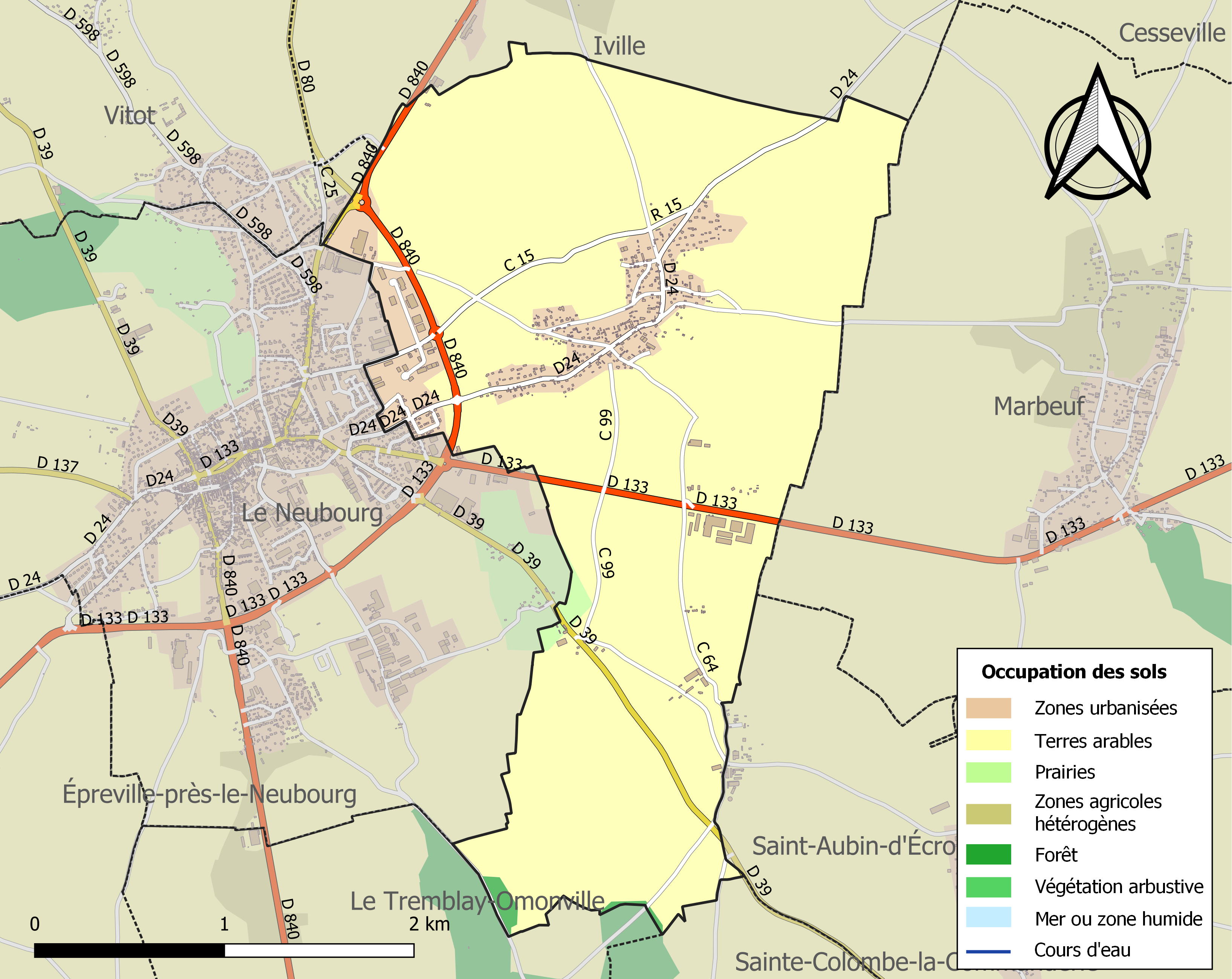
Carte des infrastructures et de l'occupation des sols de la commune en 2018 (CLC).

## Toponymie
Le nom de la localité est attesté sous les formes Crocvilla vers 1027 (charte de Richard II), de Crovilla vers 1060, Grovilla en 1199 (bulle d’Innocent III), Crauvilla en 1204 (Trésor des chartes), Crosvilla en 1205 (cartulaire de Bonport), Crovilla vetus en 1290 (cartulaire du chapitre d’Évreux), Crosville la Vielle en 1532 (aveu de Suzanne de Bourbon), Crôville en 1793, Crosville-la-Vieille en 1801.
Voir toponymie de Crosville-sur-Scie
Le déterminant La vieille a pour origine, à l'époque médiévale, une autre  paroisse qui s'établit sur le vaste territoire de Crosville (il s’étendait sur près de 2000 hectares). La première fut nommée Crosville la Vieille et la seconde est appelée dans un premier temps Crosville-la-Richard et finit par porter le nom de Saint-Aubin-d'Ecrosville.

## Histoire
En 1845, La Salle-Coquerelle est unie à la commune de Crosville-la-Vieille, dont elle constitue aujourd'hui un hameau.
Les habitants sont les Crosvillais et les Crosvillaises. À l'origine, la localité était peuplée de serfs au service de la famille De Collay, exploitante du Plessis-Sainte-Opportune.

## Politique et administration
| Période                                  | Période  | Identité          | Étiquette | Qualité     |
| ---------------------------------------- | -------- | ----------------- | --------- | ----------- |
|                                          | 1854     | Roussel           |           |             |
| 1854                                     |          | Osmont            |           |             |
| mai 1905                                 |          | Paul Larcier      |           | Agriculteur |
| 1929                                     | 1935     | Delaunay          |           |             |
| mars 2001                                | 2014     | Klaas Hoogterp    |           |             |
| mars 2014                                | En cours | Pascal Carpentier | DVD       | Agriculteur |
| Les données manquantes sont à compléter. |          |                   |           |             |

## Démographie
L'évolution du nombre d'habitants est connue à travers les recensements de la population effectués dans la commune depuis 1793. Pour les communes de moins de 10 000 habitants, une enquête de recensement portant sur toute la population est réalisée tous les cinq ans, les populations de référence des années intermédiaires étant quant à elles estimées par interpolation ou extrapolation. Pour la commune, le premier recensement exhaustif entrant dans le cadre du nouveau dispositif a été réalisé en 2007.

En 2022, la commune comptait 610 habitants, en évolution de +2,35 % par rapport à 2016 (Eure : −0,25 %, France hors Mayotte : +2,11 %).
| 1793 | 1800 | 1806 | 1821 | 1831 | 1836 | 1841 | 1846 | 1851 |
| ---- | ---- | ---- | ---- | ---- | ---- | ---- | ---- | ---- |
| 750  | 533  | 622  | 570  | 522  | 508  | 487  | 550  | 526  |

| 1856 | 1861 | 1866 | 1872 | 1876 | 1881 | 1886 | 1891 | 1896 |
| ---- | ---- | ---- | ---- | ---- | ---- | ---- | ---- | ---- |
| 519  | 486  | 485  | 423  | 405  | 400  | 377  | 322  | 344  |

| 1901 | 1906 | 1911 | 1921 | 1926 | 1931 | 1936 | 1946 | 1954 |
| ---- | ---- | ---- | ---- | ---- | ---- | ---- | ---- | ---- |
| 313  | 282  | 264  | 238  | 220  | 228  | 205  | 224  | 227  |

| 1962 | 1968 | 1975 | 1982 | 1990 | 1999 | 2006 | 2007 | 2012 |
| ---- | ---- | ---- | ---- | ---- | ---- | ---- | ---- | ---- |
| 233  | 240  | 233  | 276  | 427  | 489  | 555  | 564  | 568  |

| 2017 | 2022 | - | - | - | - | - | - | - |
| ---- | ---- | - | - | - | - | - | - | - |
| 603  | 610  | - | - | - | - | - | - | - |

## Culture locale et patrimoine

### Lieux et monuments
L'église Saint-Martin,  Inscrit MH (1934)
Monument aux morts (1925).

### Héraldique
|  | Les armoiries de Crosville-la-Vieille se blasonnent ainsi : D'azur au toit à trois pignons et au clocher de l'église du lieu d'argent, sur toute la largeur du champ, le pignon de senestre chargé d'une croix du Temple de gueules, l'ensemble mouvant d'une champagne de sinople chargée d'un bouquet de trois épis de blé d'or et de deux fleurs de lin d'argent placées entre les épis. Création Denis Joulain (synthèse d’un concours). Adopté le 3 novembre 2010. |